# Ahí vienen los gorrones
Ahí vienen los gorrones es una película de comedia musical y de enredos mexicana de 1953, dirigida por Gilberto Martínez Solares y protagonizada por Antonio Espino «Clavillazo», Manuel Palacios «Manolín», Estanislao Schillinsky, Eulalio González «El Piporro» y Fernando Soto «Mantequilla», junto a las actrices, Lilia del Valle, Verónica Loyo, Celia Viveros, Amparo Arozamena y Yolanda Montes «Tongolele», con la participación especial de José René Ruiz Martínez «Tun-Tun».

## Argumento
En el restaurante donde trabajan Martín (Antonio Espino «Clavillazo»), Aniceto (Manuel Palacios «Manolín»), el Cachetes (Fernando Soto «Mantequilla») y Rosita Ríos (Lilia del Valle) en víspera de Navidad, un individuo permanece en la mesa a pesar de que ya van a cerrar, y Martín le pide que se retire, pero él se niega, porque quiere ver a don Gonzalo, dueño del lugar. Don Gonzalo sale a correrlo, y cuando regresa a la cocina un enano (José René Ruiz Martínez «Tun-Tun») entra al restaurante y asesina al intruso, ante la mirada perpleja de la cajera Eufrosina (Celia Viveros). Ante los disparos todos salen corriendo, y Martín le sugiere a don Gonzalo que se le "pele" a la policía antes de que llegue. Cuando llega la policía, se lleva a todos a la delegación.
Al rendir declaración ante el delegado (Eulalio González «El Piporro»), los tres dicen tal sarta de tonterías que sólo hunden más a don Gonzalo, y más aún con la declaración de Eufrosina de que el asesino fue un niño, pues como le dieron de beber para que se le pasara el susto, declaró en estado de ebriedad. En fin, que don Gonzalo queda detenido, y como el restaurante está bajo el resguardo de la policía, pues tienen que salir todos a buscar trabajo en otro lado. Como no encuentran, van a comer fiado al puesto de birria de Don Simón, el tío del Cachetes.
Rosita y Martín encuentran trabajo en una casa como sirvientes, pero la dueña de ese lugar corre a Rosita por celos. Como Martín no renuncia para irse junto con ella, Rosita queda muy disgustada con él. Por su parte Eufrosina, ha encontrado trabajo con una mujer rica, quien la encarga de atenderla a ella y a sus amistades. Por otro lado, Aniceto encuentra trabajo en una casa de un hombre llamado Don Manuel Fernández (Estanislao Schillinsky), quien casi de inmediato se va de viaje. El Cachetes no encuentra trabajo, pero en una casa le dicen que tiene trabajo para una mujer, por lo cual él se disfraza de mujer para conseguir el empleo. En la casa, don Octaviano empieza a tratar de enamorarla, mientras el Cachetes se enamora de la hermana del patrón, Lola (Verónica Loyo).
Aniceto aprovecha la ausencia de su patrón para ofrecer una fiesta en esa casa, a la que asisten muchos convidados, y por supuesto, más gorrones. En plena fiesta aparece Don Manuel, y ni siquiera Aniceto es capaz de reconocerlo, sino que lo confunde con otra persona. En esos momentos llega Martín, y Rosita se enoja de que le haga más caso a unas extrañas que a ella. Después don Manuel regaña a Aniceto y corre a todos. 
Don Manuel le pide a Aniceto que traiga a trabajar a su casa a Rosita, a quien vio durante la fiesta que Aniceto dio en su casa. Cuando Rosita llega a trabajar, don Manuel la lleva a la biblioteca y le da un guion de una película para ensayar. Aniceto empieza a desconfiar y se asoma por el ojo de la cerradura, por donde ve cómo Don Manuel y ella ensayan una escena muy amorosa. Entonces Aniceto decide comunicar esto a Martín, quien rápidamente va a la casa a ver cómo está ese asunto. Al llegar, Rosita va saliendo con Don Manuel y declarándole mucho amor. Entonces Aniceto lo lleva a una cantina para desahogar sus penas.
Por otra parte, Eufrosina está la casa donde trabaja, y en una fiesta conoce formalmente al enano apodado el pequeño César quien asesinó al individuo al principio de la película, pero no lo reconoce como tal. De la plática, el pequeño César se entera de que ella es la testigo de su crimen, por lo cual trata de llevársela, pero llega la policía a hacer una redada y los asesinos se alborotan, mientras la policía se lleva a Eufrosina por estar encargada del lugar en esos momentos. 
Don Gonzalo sigue en prisión, pero desde allí da instrucciones para que el antiguo restaurante se convierta en un cabaret de lujo, del cual Rosita será su socia, según las pláticas que tiene con él durante las visitas en la cárcel. El abogado de don Gonzalo comunica de las acciones de éste a Aniceto y Martín, y de la sociedad que pretende con ellos, pero en eso Eufrosina llega a decirles que Rosita está filmando una película. Cuando van a ver de qué se trata, Martín y Aniceto se dan cuenta de su equivocación y le piden perdón, pero ella no les hace caso. Por su parte, el Cachetes recibe la visita de don Octaviano, quien le da un regalo y lo presiona para que vaya con él a la inauguración del cabaret de don Gonzalo. Él accede, a condición de que Lola vaya con ellos. 
El cabaret "Angelo's" empieza a funcionar, y en el cual Eufrosina es encargada del guardarropa, mientras que Aniceto y Martín son meseros. A la inauguración llegan los secuaces del pequeño César. Ella les echa en cara que no le avisaron que su anterior trabajo era una casa de juegos y por su culpa estuvo tres días en la penitenciaría. Mientras tanto ellos avisan al pequeño César dónde encontrar a Eufrosina. Cuando el Cachetes, Don Octaviano y Lola llegan al cabaret, Aniceto y Martín lo reconocen, y Eufrosina les confirma de quién se trata, a pesar de que el Cachetes intenta ocultarles su identidad. Luego llega Rosita y le explica a Martín sobre su relación laboral con Don Miguel.
En la inauguración actúan varios personajes, como Yolanda Montes «Tongolele», Aniceto y otros. Durante la actuación de Aniceto, Eufrosina le quita la peluca al Cachetes, y luego de eso la mandan llamar para que cante, pero él (ella) no accede. Luego el Cachetes le platica a sus amigos de la forma en que entró a trabajar a la casa de don Octaviano, de sus pretensiones, pero don Octaviano llega y escucha la confesión. En esos mismos momentos Eufrosina forma una disputa contra el pequeño César y sus secuaces, porque acaba de reconocerlo como el asesino del restaurante.
Se anuncia la actuación de Rosita cantando "Dos horas de balazos", y pasa el Cachetes con Don Octaviano y Lola detrás tratando de balacearlo, y también el pequeño César que quiere balacear a Eufrosina. Todos creen que es parte del espectáculo, pues la canción es de balazos. Después llega la policía y someten a don Octaviano y al pequeño César, mientras acaba la canción, y con ella la película.

## Reparto
- Antonio Espino «Clavillazo» como Martín.
- Lilia del Valle como Rosita Ríos.
- Manuel Palacios «Manolín» como Aniceto «Cheto».
- Estanislao Schillinsky como Manuel Fernández.
- Eulalio González «El Piporro» como Delegado.
- Fernando Soto «Mantequilla» como El Cachetes.
- Yolanda Montes «Tongolele» como Bailarina.
- Verónica Loyo como Lola.
- Celia Viveros como Eufrosina.
- Juan García "El peralvillo" como Don Octaviano.
- Elisa Berúmen como Doña Febronia.
- Los Tatos
- Amparo Arozamena como Artemisa.
- Diana Ochoa como Mujer busca nodriza.
- Armando Arriola como Don Gonzalo.
- Federico Curiel «Pichirilo» como Abogado.
- Ildefonso Sánchez Curiel como Esposo de Artemisa.
- Dumbo y Yáñez
- Petrolini
- Ismael Larumbe como Actor en película.
- Carlos Sánchez Hurtado como Compadre borracho.
- Chel López como Asistente del director.
- José René Ruiz Martínez «Tun-Tun» como El Pequeño César.
- Stephen Berne como Secuaz de César.
- Carlos Bravo y Fernández como Cliente de puesto de comida.
- Enrique Carrillo como Policía.
- Alfonso Carti como Policía.
- Rogelio Fernández como Policía.
- Conchita Gentil Arcos como Señora Correa del Toro Prieto
- Salvador Godínez como Difunto.
- Álvaro Matute como Cliente de casa de juego.
- José Ortega como Secuaz de César.
- José Pardavé como Compadre borracho.
- José Silva como Bailarín.
- Julio Sotelo como Locutor.
- Roberto Soto hijo como Esbirro de César.
- Alta Mae Stone como Gringa en cabaret.
- Gaspar Henaine «Capulina»